# 선전강

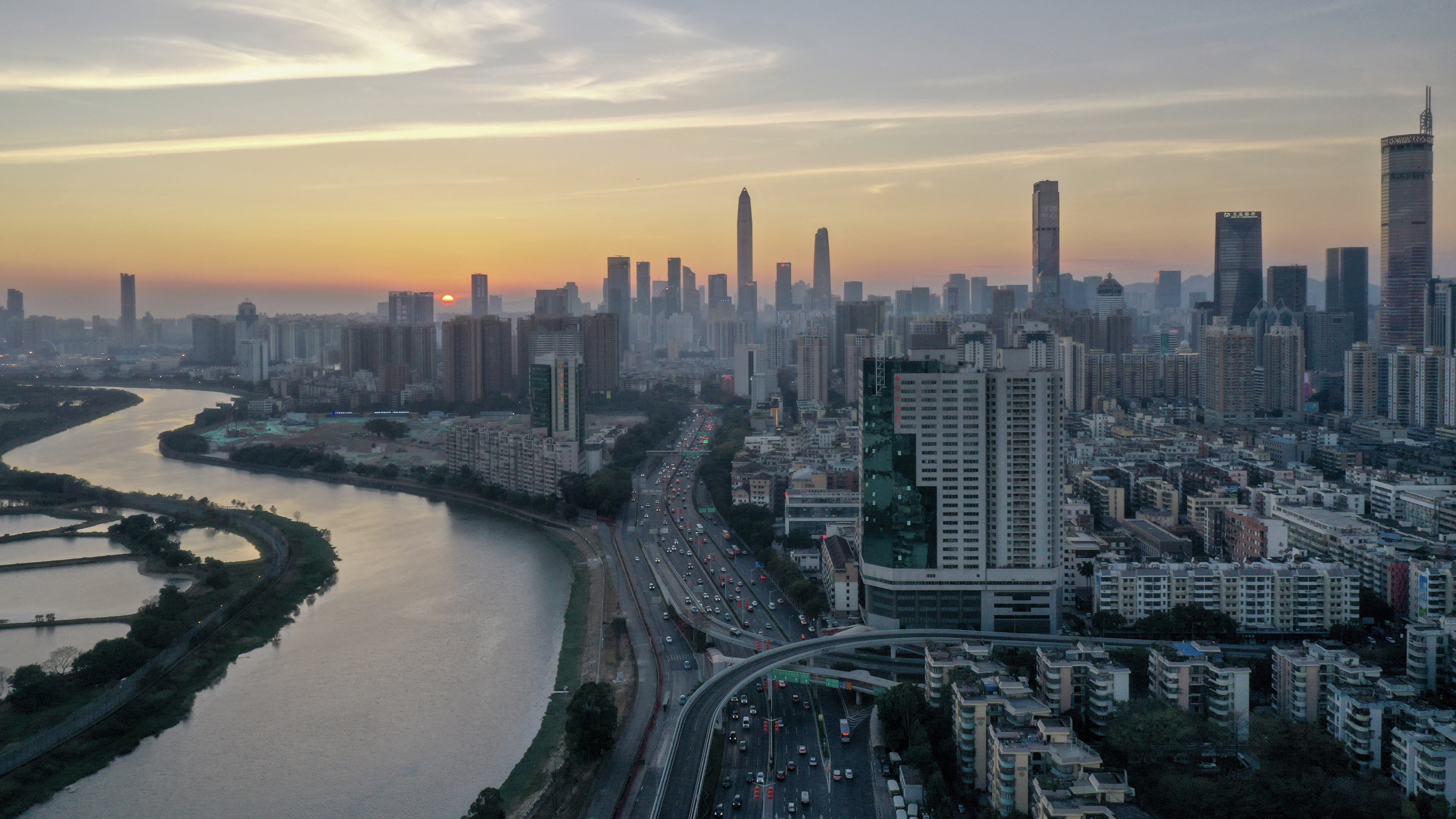
선전시 나호구에서 바라본 홍콩과 중화인민공화국 본토의 경계

선전강(深圳河)은 중화인민공화국 홍콩과 선전시의 경계를 이루는 강으로 홍콩의 윈롱구, 박구와 선전시를 나눈다. 선전시 오동산에서 발원한다.

## 같이 보기
- 변경금구